# Neodesha (Kansas)
Neodesha – miasto w Stanach Zjednoczonych, w stanie Kansas, w hrabstwie Wilson.